# Gare de Brionne
Gare de Brionne vasútállomás Franciaországban, Brionne településen.

## Vasútvonalak
Az állomást az alábbi vasútvonalak érintik:
- Serquigny-Oissel-vasútvonal

## Kapcsolódó állomások
A vasútállomáshoz az alábbi állomások vannak a legközelebb:
- Gare de Glos - Montfort
- Gare de Serquigny
- Gare de Bourgtheroulde - Thuit-Hébert